# Cathédrale d'Oslo
Pour la cathédrale catholique, voir Cathédrale Saint-Olaf d'Oslo.
La cathédrale d'Oslo (en norvégien : Oslo domkirke) est l'église principale et le siège du diocèse luthérien d'Oslo de l'Église de Norvège, ainsi que l'église paroissiale du centre-ville de la capitale. L'édifice actuel date de la fin du XVIIe siècle. Inaugurée en 1697.
La chaire, l'autel et le buffet d'orgue avec ses ornements aux motifs de feuilles d'acanthe sont d'origine. Vaste fresques au plafond datant de 1936-1950. Vitraux d'Emanuel Vigeland. Les arcades abritant des échoppes autour de la cathédrale d'Oslo ont été construites entre 1841 et 1858.
La famille royale norvégienne et le gouvernement norvégien utilisent la cathédrale pour des manifestations publiques.
S'il s'agit d'un établissement luthérien, dès les années 1980, l'ensemble Consortium Vocale, chœur officiel de la cathédrale, y étudie et pratique le chant grégorien.

## Photographie

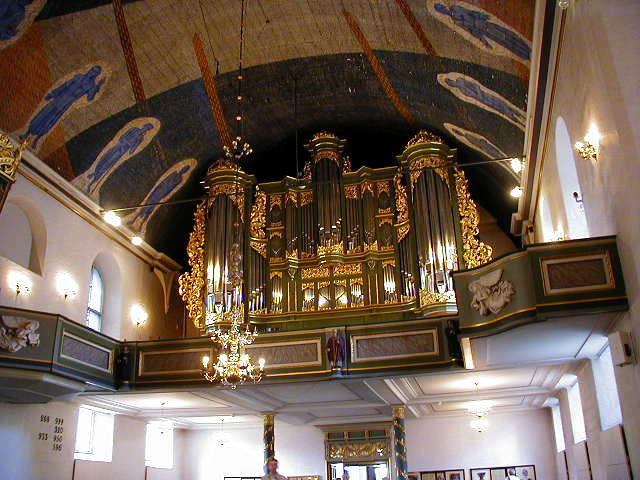
Orgue de la cathédrale d'Oslo.